# Vídua borda
Les  vídues bordes (Knautia arvernensis) són una espècie de plantes amb flors del gènere Knautia, dins la família de les caprifoliàcies.
Addicionalment pot rebre els noms de escabiosa, escabiosa borda, escabiosa comuna, escabioses, herba del mal de masclit, vídua borda, vídues, viuda silvestre i viudes bordes. També s'han recollit les variants lingüístiques escabiosa comú, escapiosa i fielera.

## Distribució i hàbitat
Aquesta planta és nativa d'Europa i del nord d'Àsia, però ha estat introduïda a d'altres parts del món, especialment a Amèrica del nord. Ha estat qualificada d'invasora a la Columbia Britànica introduïda a través de la jardineria. També ha estat introduïda al nord dels Estats Units, però cap dels seus estats l'ha afegit als seus catàlegs de flora invasora.
Les vídues bordes es troben a erms, camps conreats i a la vora dels camins. Tot i que pot viure en zones humides, com marjals, tolera també condicions seques. Creix també i als prats de muntanya fins a una altitud de 1.500 m.
Aquesta planta és molt similar a altres espècies dels gèneres Succisa i Scabiosa.

## Descripció

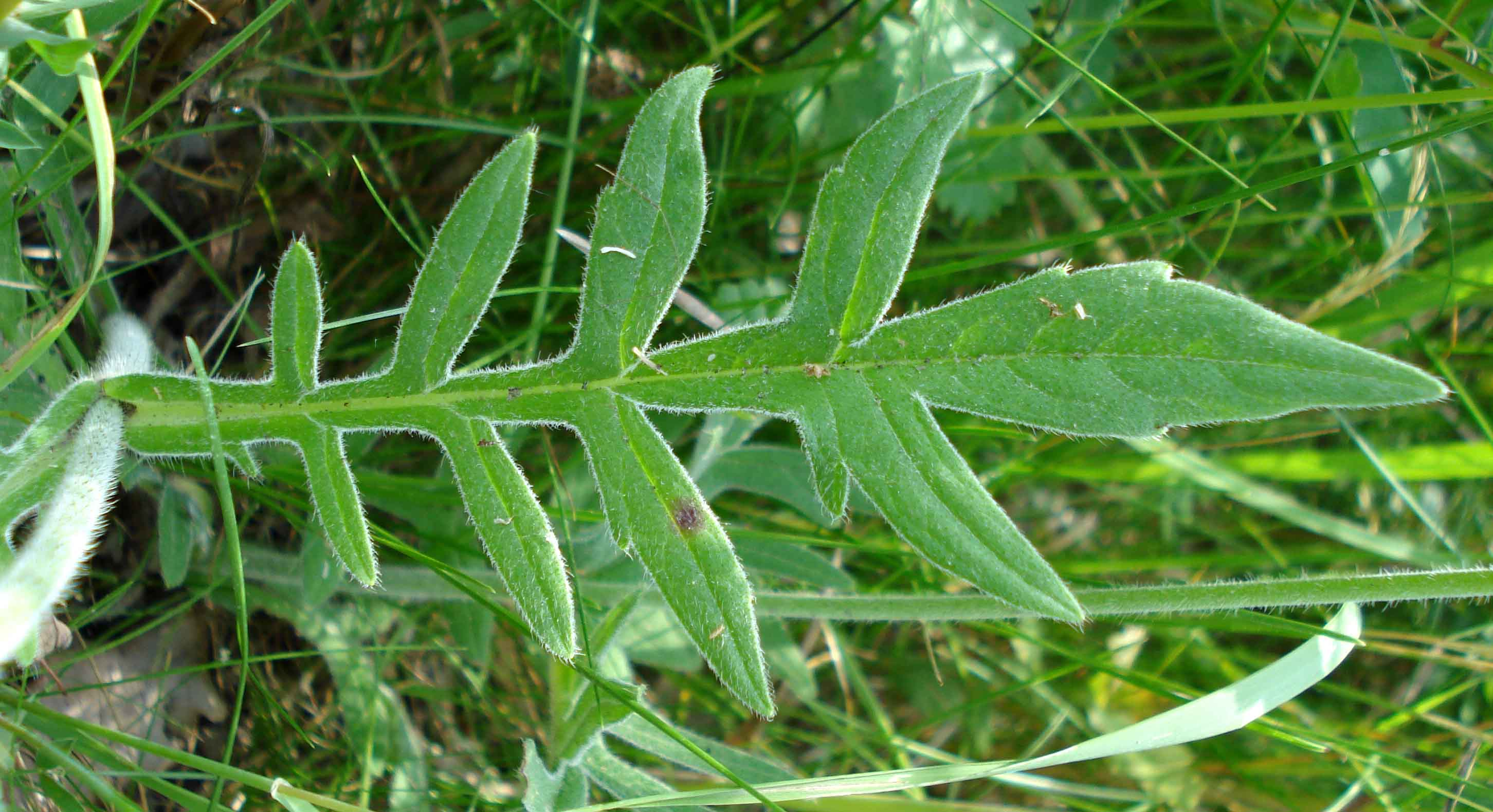
Imatge d'una fulla.

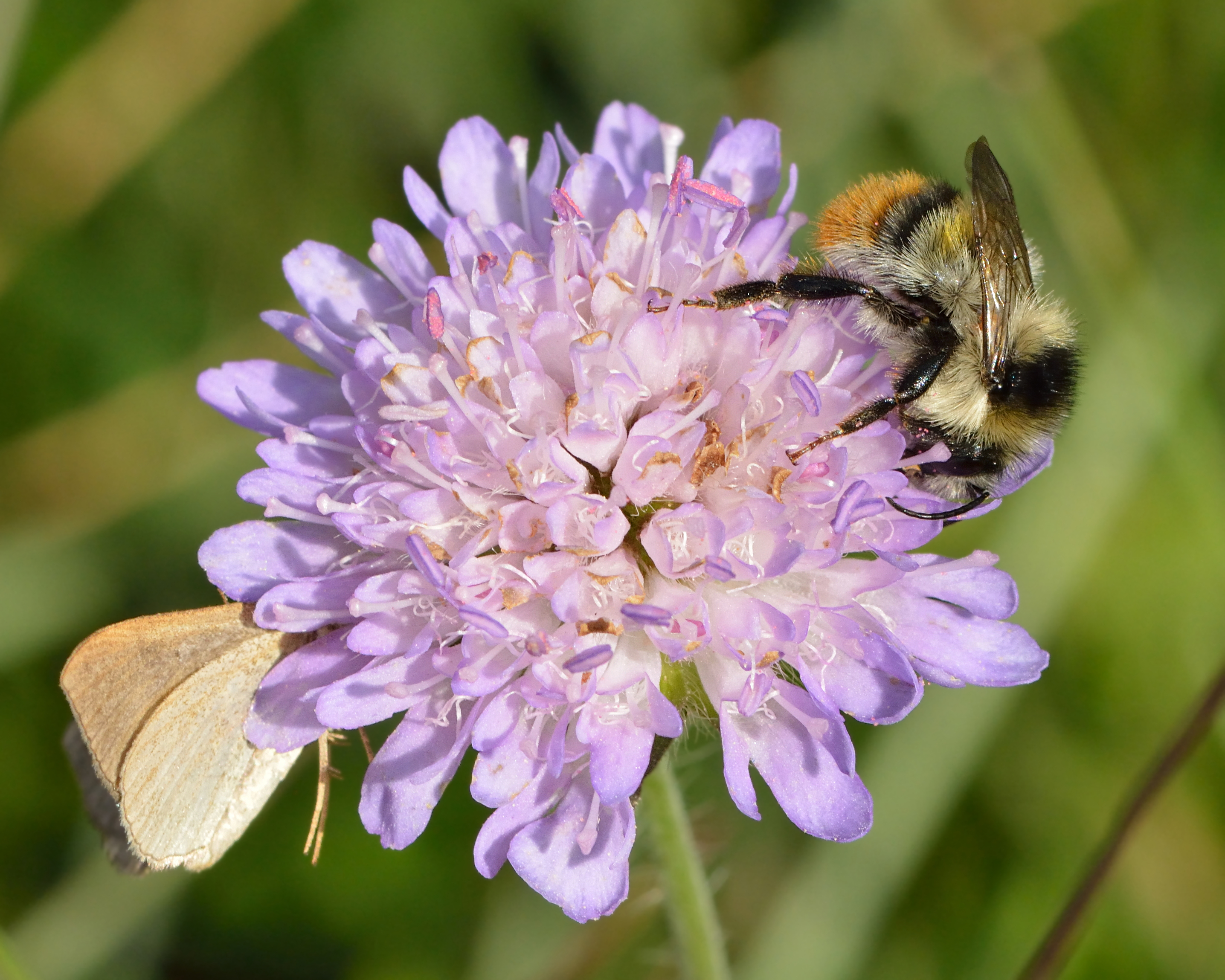

És una planta herbàcia que creix fins a una alçada de quasi un metre. Les fulles formen una roseta basal.
Les flors són d'un color violeta clar molt delicat. Es semblen força a les flors de la mossegada del diable però són més aplanades. El fruit de les vídues bordes és pelut i amb forma de cilindre.

## Taxonomia
Aquesta espècie va ser descrita vàlidament per primer cop l'any 1823 a l'obra Mémoire sur les Dipsacées del botànic irlandès Thomas Coulter (1793-1843).

### Sinònims
Els següents noms científics són sinònims de Knautia arvensis:
- Sinònims homotípics

- Anisodens arvensis (L.) Dulac
- Scabiosa arvensis L.
- Succisa arvensis (L.) Raf.
- Trichera arvensis (L.) Schrad. ex Roem. & Schult.

- Sinònims heterotípics

- Columbaria pratensis Fourr.
- Knautia alboi Sennen
- Knautia alpigena Schur
- Knautia arvensis var. alboi (Sennen) O.Bolòs & Vigo
- Knautia arvensis var. alpestris Brügger
- Knautia arvensis var. campestris (Andrz. ex Besser) W.D.J.Koch
- Knautia arvensis var. canescens Coult.
- Knautia arvensis var. glandulifera W.D.J.Koch
- Knautia arvensis var. integrifolia Coult.
- Knautia arvensis var. involucrata (Sennen) O.Bolòs & Vigo
- Knautia arvensis var. jasionea Borbás
- Knautia arvensis var. ligerina Tourlet
- Knautia arvensis subsp. meridionalis (Briq.) O.Bolòs & Vigo
- Knautia arvensis f. monstruosa Bolzon
- Knautia arvensis subsp. pannonica (Heuff.) O.Schwartz
- Knautia arvensis subsp. polymorpha O.Schwarz
- Knautia arvensis subsp. pratensis Rouy
- Knautia arvensis var. pseudolongifolia Szabó
- Knautia arvensis subsp. pseudolongifolia (Szabó) O.Schwarz
- Knautia arvensis subsp. rosea (Baumg.) Soó
- Knautia arvensis subsp. serpentinicola Smejkal
- Knautia arvensis proles timeroyi (Jord.) Rouy
- Knautia arvensis var. vulgaris Coult.
- Knautia bohemica (F.W.Schmidt) Willk.
- Knautia borderei Szabó
- Knautia bosniaca (Conrath) Beck
- Knautia budensis Borbás
- Knautia campestris (Andrz. ex Besser) Fritsch
- Knautia ceretana Sennen
- Knautia communis Godr.
- Knautia cousturieri Sennen & Szabó
- Knautia cousturieri var. pinnatipartita Sennen
- Knautia cupularis Janka & Simonk.
- Knautia dumetorum Heuff.
- Knautia dumetorum var. breindlinii Beck
- Knautia exaltata Schur
- Knautia glandulifera (W.D.J.Koch) Borbás
- Knautia hirsuta (Lapeyr.) Breistr.
- Knautia indivisa Boreau
- Knautia involucrata Sennen
- Knautia kitaibelii subsp. alpigena (Schur) Soó
- Knautia leucophaea Briq.
- Knautia neglecta F.Meurer
- Knautia pannonica Heuff.
- Knautia pseudolongifolia (Szabó) Zmuda
- Knautia pseudolongifolia var. pinnatifolia Sennen
- Knautia purpurea subsp. timeroyi (Jord.) P.Fourn.
- Knautia rigidiuscula Beck
- Knautia rigidiuscula var. veneta Beck
- Knautia subacaulis Schur
- Knautia subscaposa var. alboi (Sennen) Devesa, Ortega Oliv. & J.López
- Knautia subscaposa subsp. alboi (Sennen) Molero, L.Sáez & Vallv.
- Knautia timeroyi Jord.
- Knautia variabilis F.W.Schultz
- Scabiosa agrestis F.W.Schmidt
- Scabiosa alpigena Schur
- Scabiosa arvensis var. flosculosa Gaudin
- Scabiosa arvensis f. glabrescens Wimm. & Grab.
- Scabiosa arvensis var. heterophylla Boenn.
- Scabiosa arvensis var. homoiphylla Boenn.
- Scabiosa arvensis var. hybrida Mérat
- Scabiosa arvensis var. integrifolia Gray
- Scabiosa arvensis var. laciniata Gaudin
- Scabiosa arvensis var. ochroleuca Gaudin
- Scabiosa arvensis var. pinnatifida Wimm. & Grab.
- Scabiosa arvensis var. rosea Baumg.
- Scabiosa arvensis var. serrata Wimm. & Grab.
- Scabiosa arvensis var. simpliciflora Lej.
- Scabiosa arvensis var. stricta Seidl ex Pohl
- Scabiosa arvensis f. tomentosa Wimm. & Grab.
- Scabiosa bellidifolia Lam.
- Scabiosa bohemica F.W.Schmidt
- Scabiosa campestris Andrz. ex Besser
- Scabiosa canescens DC.
- Scabiosa collina F.W.Schmidt
- Scabiosa dubia Moench
- Scabiosa hirsuta Lapeyr.
- Scabiosa hybrida Bouch.
- Scabiosa mixta De Not.
- Scabiosa mollis Schleich.
- Scabiosa montana Mill.
- Scabiosa officinarum-arvensis Crantz
- Scabiosa polymorpha F.W.Schmidt
- Scabiosa pratensis F.W.Schmidt
- Scabiosa radiata F.W.Schmidt
- Scabiosa stricta (Seidl ex Pohl) Opiz
- Scabiosa subpubescens Schult. & Schult.f.
- Scabiosa timeroyi (Jord.) Fourr.
- Scabiosa trivialis F.W.Schmidt
- Scabiosa varia Gilib.
- Scabiosa vulgaris Garsault
- Trichera arvensis var. agrestis (F.W.Schmidt) Roem. & Schult.
- Trichera arvensis var. integrifolia Rupr.
- Trichera arvensis var. isantha Neuman
- Trichera arvensis subsp. pannonica (Heuff.) Soják
- Trichera arvensis subsp. pseudolongifolia (Szabó) Holub
- Trichera arvensis subsp. rosea (Baumg.) Soják
- Trichera arvensis var. stricta Roem. & Schult.
- Trichera arvensis subsp. timeroyi (Jord.) Nyman
- Trichera bohemica (F.W.Schmidt) Nyman
- Trichera bosniaca Conrath
- Trichera campestris Schult. & Schult.f.
- Trichera communis Čelak.
- Trichera dumetorum (Heuff.) Nyman
- Trichera exaltata (Schur) Nyman
- Trichera hirsuta (Lapeyr.) Schult. & Schult.f.
- Trichera indivisa (Boreau) Nyman
- Trichera mollis Nyman
- Trichera neglecta Conrath
- Trichera timeroyi (Jord.) Nyman
- Trichera trivialis Nyman
- Trichera virgata Nyman

## Usos medicinals
En l'antiga medicina herbal, aquesta planta es feia servir per tractar malalties de la pell, especialment la sarna.

## Altres usos
És utilitzada per fer la beguda tradicional de la ratafia.